# Doritos
Doritos è un marchio di snack a base di farina di mais (tortilla chips) creato da Arch West e prodotto dal 1964 dalla società americana Frito-Lay.

## Storia
Nel 1955, all'apertura del parco divertimenti Disneyland, il fondatore della Fritos Elmer Doolin riuscì a convincere Walt Disney a permettergli di aprire il ristorante tex-mex "Casa de Fritos" (oggi "Rancho del Zocalo ") all'interno dell'area tematica Frontierland. Tra le varie pietanze venivano servite anche le tortilla chips, le cui rimanenze venivano però buttate. Nel 1963 un venditore della ditta fornitrice, la Alex Foods, (oggi Don Miguel) suggerì di friggere questi scarti; la ricetta piacque molto agli avventori.
L'anno successivo, il nuovo vicepresidente della Fritos, Archibald Clark West, visitando il ristorante notò la popolarità di questi snack e fece un accordo con la Alex Foods per la messa a punto della ricetta e la successiva produzione in serie di queste tortilla chips. Nel 1964 cominciarono le vendite di prova nella California meridionale; il successo commerciale convinse la Fritos, nel 1966 ad estendere la vendita a tutto il mercato nazionale e internalizzare la produzione in una sua fabbrica a Tulsa. Nel 1967 venne ideata la prima versione alternativa, aromatizzata al gusto Taco, seguita, nel tempo, da altre varianti.
Nel 1994 l'azienda ha speso 50 milioni di dollari per ridisegnare i Doritos per renderli più grandi del 20% e più sottili del 15%. La modifica del progetto è il risultato di uno studio di due anni di ricerche di mercato che ha coinvolto 5.000 mangiatori di patatine. Il nuovo "design" della tortilla prevede gli angoli arrotondati per poterle mangiare più facilmente e ridurre lo scarto risultante dagli angoli rotti. A ogni patatina è stato dato anche più condimento. Le patatine modificate sono state lanciate sul mercato con quattro gusti a partire dal gennaio 1995.
Frito-Lay ha eliminato gli acidi grassi trans da tutte le varietà di Doritos nel 2002. Lo stesso anno, il marchio Doritos ha cominciato ad attuare le regole di etichettatura richieste dalla Food and Drug Administration statunitense. Nel 2005 le vendite dei Doritos negli Stati Uniti sono diminuite del 1,7%. Per aumentare le vendite nel 2006, l'azienda ha lanciato diversi nuovi sapori, una nuova etichetta, e la pubblicità in più bilingue. Il vice presidente di Frito-Lay, Joe Ennen ha descritto questo come il rebranding più significativo per rilanciare Doritos in 38 anni di storia.

## Ingredienti
Le patatine sono realizzate con farina di mais, olio vegetale e sale. Nelle versioni aromatizzate sono aggiunti aromi (naturali e artificiali) e coloranti. Nei Doritos prodotti per il mercato americano in genere non si utilizza caglio animale.

## Varianti
I Doritos sono venduti in diversi gusti in molti paesi del mondo. I primi Doritos da affiancare alla ricetta originale (oggi chiamataToasted Corn) uscirono nel 1967 ed erano al gusto di taco; successivamente furono aggiunte e rimosse diverse varianti.
- Toasted Corn (1964): La ricetta originale al gusto di mais tostato.
- Taco (1967 - anni 1970, 2010): variante con aggiunta di diversi aromi (aglio, cipolla, cheddar, panna acida), venduta in sacchetti con la grafica originale degli anni sessanta.

Nel 1972 fu introdotto sul mercato il gusto formaggio al sapore nacho e alla panna acida e cipolla, che sono state sospese negli anni ottanta. Infine nel 1986 è stato messo in commercio il sapore "Ranch freddo". Sono state prodotte anche cinque versioni di Doritos- Collisioni, che comprendono due gusti diversi nello stesso sacchetto. Queste varietà sono Hot Wings, Zesty Taco, Habanero, Cheesy Enchilada e Pizza Cravers.
Nel 1990 sono state introdotte le Jumpin Jack Doritos al gusto di formaggio, successivamente rimosso. Nel 1997 è stata introdotta sul mercato la patatina Nacho Spicy. Nel 2008 è stato inventato un nuovo gusto: Mountain Dew. Nel 2009 Doritos ha messo in commercio alcuni nuovi sapori: Doritos late Night, Tacos a mezzanotte e last call Jalapeno. Nel 2010 Doritos ha lanciato sul mercato tre nuovi sapori piccanti: Blazin Jalapeno, Fiery Buffalo e Scorchin Habanero.

## Marketing
Le campagne pubblicitarie del marchio, hanno incluso molti spot televisivi caratterizzati da Avery Schreiber, Jay Leno e Landry.

### Sponsorizzazioni
Doritos è stato lo sponsor ufficiale per le stagioni 2002/2003 e 2003/2004 del Wolverhampton, squadra di calcio inglese che ha militato nella Premier League.

## Critiche
La società è stata citata nel 2003 da Charles Grady, che sosteneva che la sua gola era stata danneggiata a forza di mangiare le Doritos. Secondo lui, la forma e la rigidità delle patatine le ha rese pericolose. Grady ha tentato di ammettere come prova uno studio condotto da un professore di chimica che calcolò il modo migliore per deglutirle. La Corte Suprema della Pennsylvania ha stabilito che lo studio non ha rispettato gli standard scientifici e non poteva essere presentato come prova.

## Commercio del prodotto al livello internazionale
I principali mercati del marchio al livello internazionale sono:
- Le Americhe: gli Stati Uniti d'America dove sono nati l'azienda ed il prodotto, il Messico dove hanno avuto origine il tipo di patatine vendute dal marchio, il Canada, il Brasile, la Argentina ed il Venezuela.
- L'Europa: il Regno Unito che condivide lo stesso mercato con l'Irlanda (solo con l'Irlanda), la Spagna, il Portogallo, la Francia, la Germania, i Paesi Bassi, la Turchia e in Italia (dal 2020) che sono tutti mercati separati.
- L'Asia: il Giappone che possiede il più grande mercato asiatico e l'Indonesia in cui le Doritos sono state introdotte da poco.
- L'Oceania: l'Australia che condivide lo stesso mercato con la Nuova Zelanda;ma anche la Polinesia francese che però fa parte del mercato francese come il resto dei territori e collettività d'oltremare francesi.